# Mandinga (banda)

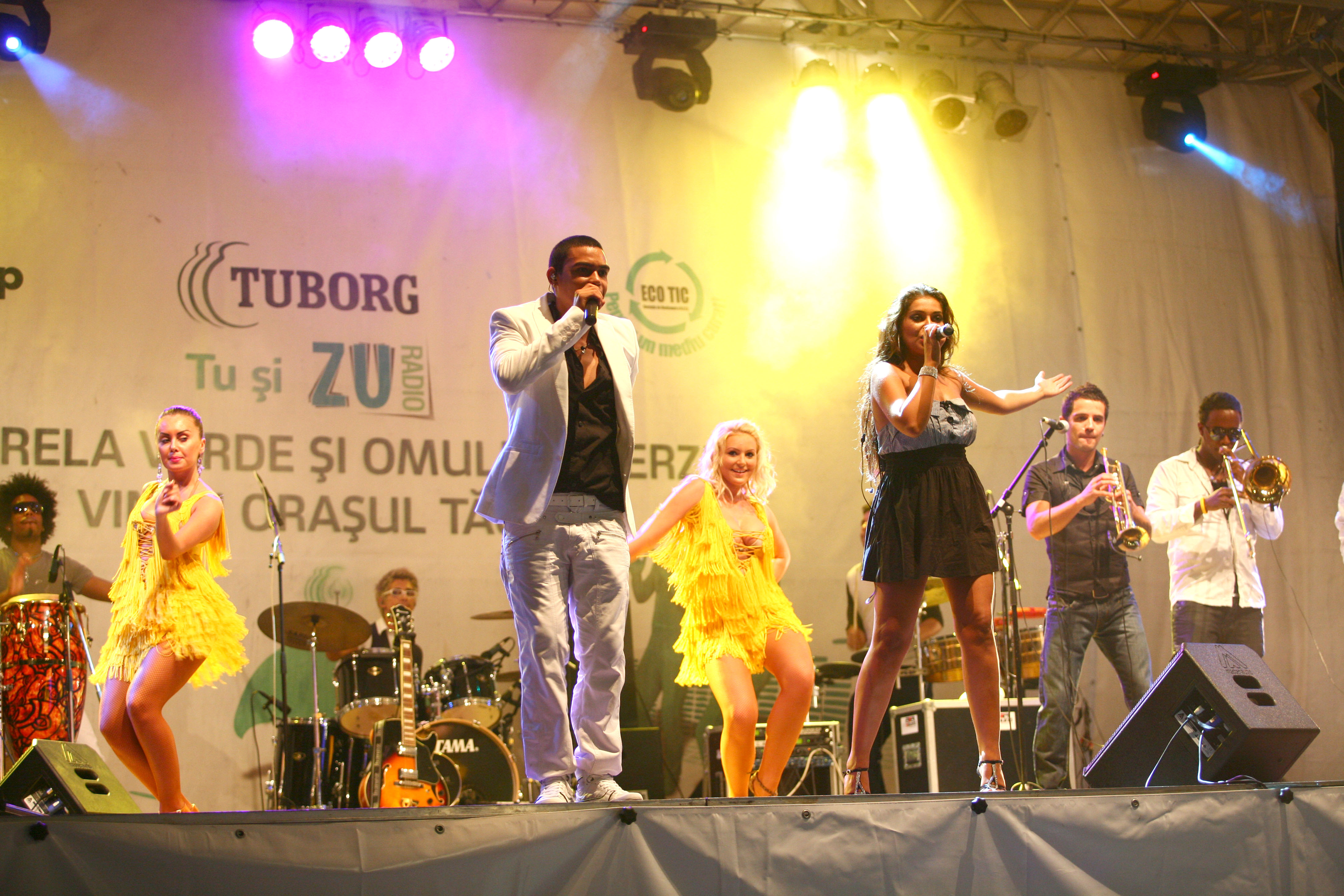
Mandinga

Mandinga é uma banda de pop romena de Bucareste. A solista original da banda era Elena Gheorghe que saiu em 2005. Desde 2006 a vocalista principal é Elena Ionescu. O grupo representará a Roménia no Festival Eurovisão da Canção 2012 em Baku, Azerbaijão.

## Discografia

### Álbuns
- ...de corazón (2003)
- Soarele meu (2005)
- Gozalo (2006)
- Donde (2008)
- Club de Mandinga (2012)